# Scleranthus verticillatus
Scleranthus verticillatus — вид квіткових рослин з родини гвоздикових (Caryophyllaceae). Ареал: Європа й Західна Азія (Німеччина, Чехія, Словаччина, Угорщина, Португалія, Іспанія, Франція — Корсика, Італія (зокрема Сицилія, Сардинія), Сербія, Косово, Північна Македонія, Албанія, Болгарія, Греція (зокрема Лесбос, Крит), Україна — Крим, Туреччина (зокрема європейська), Кіпр, Ліван, Сирія).

## Біоморфологічний опис
Квітки розташовані вздовж стебла та гілок, на дуже короткій ніжці. Квітки в період плодоношення завдовжки 1.5–3 мм. Частки чашечки явно неоднакової довжини, спрямовані одна до одної. 2n=22,24.